# Štriglovec
Štriglovec je eden izmed pritokov potoka Pasjek, ki se vzhodno od Litije kot desni pritok izliva v reko Savo. 